# Court piece
Court piece is een kaartspel dat populair is in Iran, India en Pakistan. In India heet het ook wel coat pees (court of coat is slag in Hindi;  pees voor delen), in Goa Seven Hands, in Pakistan rang of rung (dat in beide gevallen troef betekent) en in het Perzisch hokm (dat opdracht betekent in de betekenis dat de speler de troefkleur bepaalt).
Het spel heeft overeenkomsten met troefcall dat populair is in Suriname en onder Surinaamse Nederlanders. Het spel wordt gespeeld in een vaste setting van twee tegen twee partners. Het spel wordt met alle kaarten gespeeld, op de jokers na. De hoogste kaart is de aas en de laagste de twee. Er wordt tegen de wijzers van de klok in gedeeld.